# KRC Malines
Ne pas confondre avec le Yellow Red KV Malines.
Maillots
Dernière mise à jour : 1er août 2025.
Le Koninklijke Racing Club Mechelen est un club belge de football basé à Malines. Il évolue en Division 3 VV lors de la saison 2021-2022. 
Au cours de son histoire, le club a disputé 100 saisons dans les divisions nationales.

## Évolution du niveau
Ce club a joué en : 
- D1 de 1911 à 1912, de 1920 à 1924, de 1926 à 1937, de 1949 à 1958, en 1976, de 1989 à 1990.
- D2 de 1913 à 1914, en 1925, de 1938 à 1939 (guerre), de 1959 à 1960, de 1963 à 1964, de 1967 à 1968, de 1970 à 1975, de 1977 à 1988, de 1991 à 1994, en 2015.
- D3 de 1961 à 1962, de 1965 à 1966, en 1969, de 1995 à 2010, de 2012 à 2014, en 2016.
- D4 en 2011.
- D5 en 2017.

L'année indiquée est chaque fois l'année de FIN de saison.

## Le Club

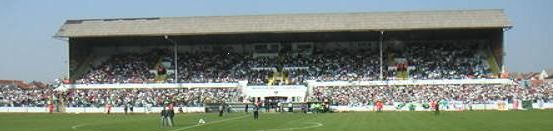
Stade Oscar Van Kesbeeck

Le matricule 24 est un grand club de la ville de Malines. Créé en 1904, il n'a pourtant jamais pu remporter de titre majeur. En 1952, il termine néanmoins second du championnat derrière Anderlecht et en 1954, il atteint la finale de la coupe de Belgique perdue contre le Standard de Liège. Il atteint la troisième place en 1929, 1930, 1950 et 1951.
- 1905 : fondation le 16/02/1905 de RACING CLUB MALINES (statuts du club remis à l'URBSFA le 23/03/1908)
- 1926 : le club reçoit le numéro matricule 24
- 1929 : après obtention du titre de Société Royale (le club affirmait alors avoir été fondé en 1904), changement de dénomination en ROYAL RACING CLUB MALINES (24) le 01/08/1929
- 1937 : changement de dénomination en RACING CLUB MECHELEN (Koninklijke Maatschappij)  (24) (La dénomination KONINKLIJK RACING CLUB MECHELEN est régulièrement utilisée; elle n'a jamais été officialisée par l'URBSFA)

## Palmarès
- Vice-Champion de Belgique : 1 (1952).
- Champion de D2 : 4 (1910, 1948, 1975, 1988).
- Champion de D3 : 4 (1962, 1966, 1969), 2014.
- Coupe de Belgique : (Finaliste: 1 (1954)

## Personnalités
- Le K. RC Mechelen a la particularité d'avoir dans ses dirigeants et sympathisant une dynastie de trois  Président fédéraux [2] :
- Oscar Van Kesbeeck (Président URSBFA 1937-1947), beau-père de Louis Wouters.
- Louis Wouters (Président URBSFA 1967-1987), gendre d'Oscar Van Kesbeeck et beau-père de François De Keersmaecker.
- François De Keersmaecker  (Président URBSFA 2006-2017), gendre de Louis Wouters.

## Historique dans les séries nationale
Statistiques mises à jour le 9 décembre 2024 (terme de la saison 2023-2024)

### Bilan
| Niv | Divisions     | Jouées | Titres | TM Up | TM Down |
| --- | ------------- | ------ | ------ | ----- | ------- |
| I   | 1re nationale | 32     | 0      |       | 1       |
| II  | 2e nationale  | 41     | 4      | 3     |         |
| III | 3e nationale  | 25     | 4      | 3     | 1       |
| IV  | 4e nationale  | 3      | 1      |       |         |
| V   | 5e nationale  | 4      | 0      |       |         |
|     |               |        |        |       |         |
|     | TOTAUX        | 105    | 9      | 6     | 2       |

- TM Up : test-match pour départager des égalités, ou toutes formes de Barrages ou de Tour final pour une montée éventuelle.
- TM Down : test-match pour départager des égalités, ou toutes formes de Barrages ou de Tour final pour le maintien.

### Sources
- Dictionnaire des clubs affiliés à l'URBSFA - archives URBSFA et Foot 100 asbl